# Кордово
Кордово (пол. Kordowo) — село в Польщі, у гміні Ольшево-Борки Остроленцького повіту Мазовецького воєводства.
Населення — 270 осіб (2011).
У 1975-1998 роках село належало до Остроленцького воєводства.

## Демографія
Демографічна структура станом на 31 березня 2011 року:
|          | Загалом | Допрацездатний вік | Працездатний вік | Постпрацездатний вік |
| -------- | ------- | ------------------ | ---------------- | -------------------- |
| Чоловіки | 139     | 29                 | 100              | 10                   |
| Жінки    | 131     | 36                 | 67               | 28                   |
| Разом    | 270     | 65                 | 167              | 38                   |